# Alhabia
Alhabia község Spanyolországban, Almería tartományban. Lakosainak száma 725 fő (2024).

## Földrajza
Alhabia Alhama de Almería, Alsodux, Santa Fe de Mondújar és Terque községekkel határos.

## Népesség
A település lakosságának változását az alábbi diagram mutatja:
| Lakosok száma | 683  | 679  | 703  | 724  | 706  | 681  | 677  | 671  | 675  | 725  |
|               | 2001 | 2004 | 2006 | 2009 | 2011 | 2014 | 2016 | 2019 | 2021 | 2024 |